# Monardia monotheca
Monardia monotheca är en tvåvingeart som först beskrevs av Edwards 1938.  Monardia monotheca ingår i släktet Monardia, och familjen gallmyggor. Arten är reproducerande i Sverige.